# 安倍城
安倍城（あべじょう）は、静岡県静岡市葵区内牧・羽鳥にあった日本の城。

## 概要
市内西部を流れる安倍川の右岸にそびえる標高435メートルの山の頂にある。築城年代は不明だが、駿河狩野氏一門で建武政権期に武者所に勤めていた狩野貞永（貞長）の築城と伝わることから、14世紀前半と考えられる。山頂を本城として、周囲の尾根筋にも久住砦などの支城を多く配置し、狩野氏の一城砦群を形成している。
狩野氏は、建武政権崩壊後の南北朝期には南朝方につき、北朝方の今川氏と安倍川を挟んで熾烈な攻防を繰り広げた。1392年の南北朝統一後は今川に恭順していたが、1433年（永享5年）の今川範政の死によって勃発した今川家中の内紛に乗じて離反するものの、逆に今川方に攻められて衰退。以降安倍城は文献に現れないことから、廃城もこの頃（15世紀前半）と見られている。
城跡は、幅35メートルほどの最上部の尾根を本曲輪として、その周囲に稜線に沿うように階段状の小曲輪を配置しており、一部の曲輪間には、堀切を設けている。これらの遺構の多くは南北朝期よりも後の時代の改修によって造られたものと考えられている。
城跡を含む当山は、現在登山コースとなっており、東南麓の慈悲尾（しいのお）増善寺と、西南麓の羽鳥（はとり）洞慶院から登攀して曲輪や堀切などを見ることが出来るが、急峻な箇所も多い。